# برادلي بومونت
برادلي بومونت هو لاعب كرة قدم كندي، ولد في 24 مارس 1992 في سكاربورو، تورنتو في كندا. لعب مع دبليو كونكشن.